# Bunker énergétique de Wilhelmsburg
Le bunker énergétique de Wilhelmsburg est un ancien bunker de Wilhelmsburg (Hambourg). Il est devenu un exemple de l'utilisation innovante des énergies renouvelables et un pionnier pour d'autres centrales électriques régionales dans le monde. Le monument, pratiquement inutilisé depuis la fin de la guerre, a été rénové dans le cadre de l'IBA Hambourg et transformé en une centrale électrique régénérative avec de grandes installations de stockage de chaleur. Elle alimente le quartier du Reiherstieg en chaleur respectueuse du climat et injecte de l'électricité renouvelable dans le réseau de distribution de Hambourg.
Dans le cadre de l'Exposition internationale du bâtiment (IBA) de Hambourg, le bunker délabré des années 1940 a été transformé en un bunker dit énergétique. À l'intérieur, l'électricité et la chaleur sont produites par l'énergie solaire, le biométhane et un système de chauffage au bois. Le bunker contient une plate-forme panoramique d'une hauteur d'environ 30 mètres qui offre une vue à 360 degrés sur l'île de l'Elbe et le port de Hambourg.  

## Histoire

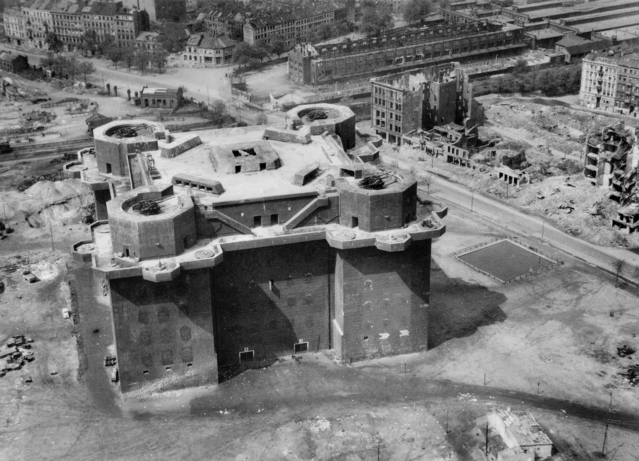
Bunker antiaérien en 1945

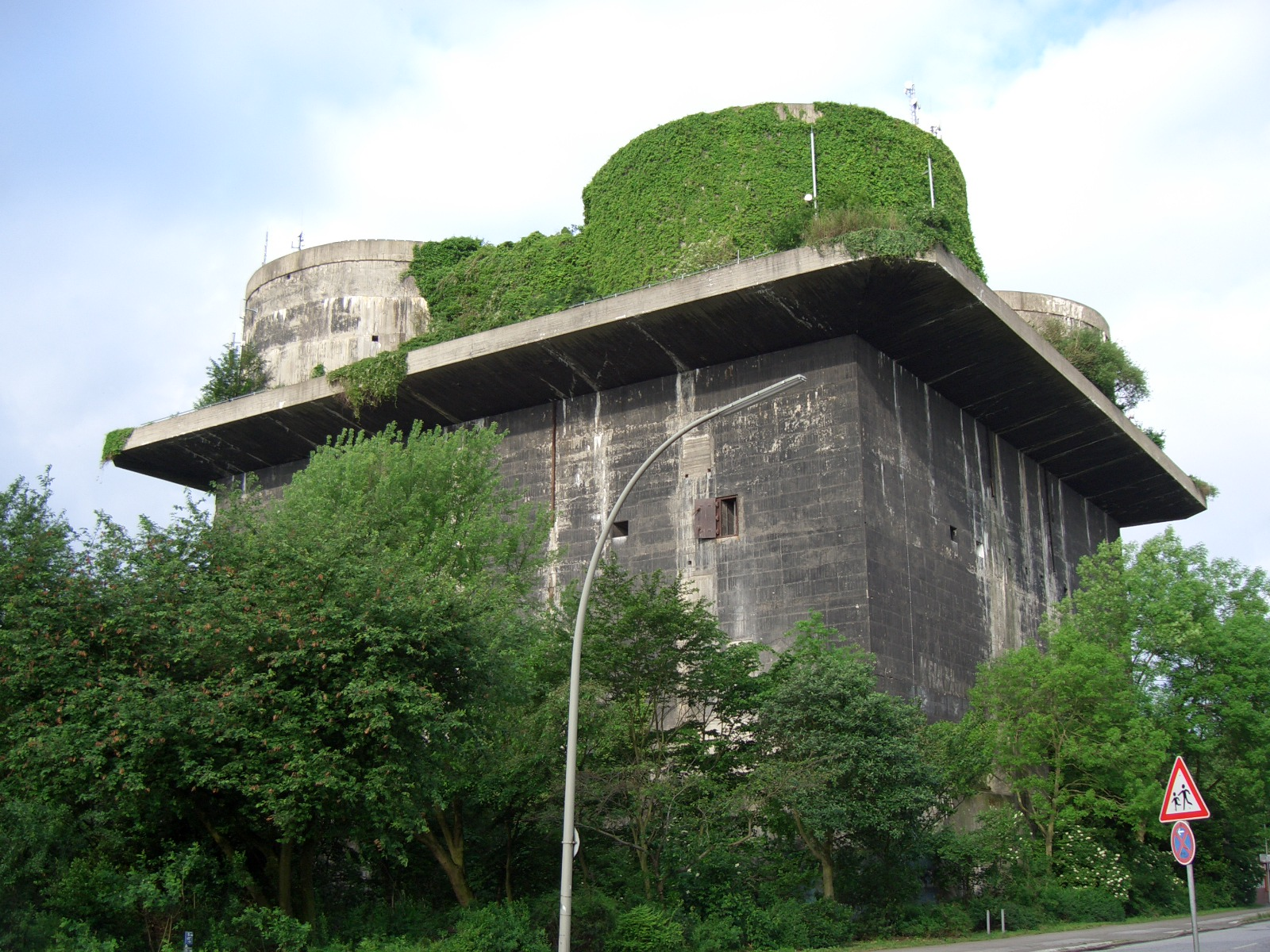
Bunker de Wilhelmsburg en 2005

Entre 1942 et 1944, le colosse en béton armé de Wilhelmsburg et son homologue sur le Heiligengeistfeld ont été construits comme signes de la force du Reich allemand de l'époque. En plus de protéger la population civile lors d'attaques à la bombe, les deux bunkers avec leurs canons antiaériens (Flak en abrégé) étaient principalement utilisés pour la défense aérienne. Le bunker de Wilhelmsburg et ses tours d'artillerie faisaient partie de la machinerie de guerre allemande. Après l'effondrement du régime nazi, les Alliés décidèrent de détruire le bunker. En 1947, l'intérieur du bâtiment fut partiellement dynamité par l'armée britannique afin de rendre impossible un nouvel usage militaire. Six des huit étages se sont effondrés, le reste n'était plus accessible sans danger. Seule l'enveloppe extérieure avec des murs jusqu'à trois mètres d'épaisseur n'a pratiquement pas été endommagée. 
Pendant plus de 60 ans, le bunker fut une ruine de guerre jusqu'à ce qu'en 2006, un concept fut développé pour utiliser le bâtiment comme source d'énergie renouvelable et en 2010 le projet commença. De 2011 à 2015, IBA Hambourg construit des installations de production de chaleur et d'électricité respectueuses du climat au sein du bunker. Le bâtiment fut rénové et sécurisé en tant que mémorial et un café nommé Café vju a également été aménagé dans l'une des anciennes tours du bunker.

## Technologie

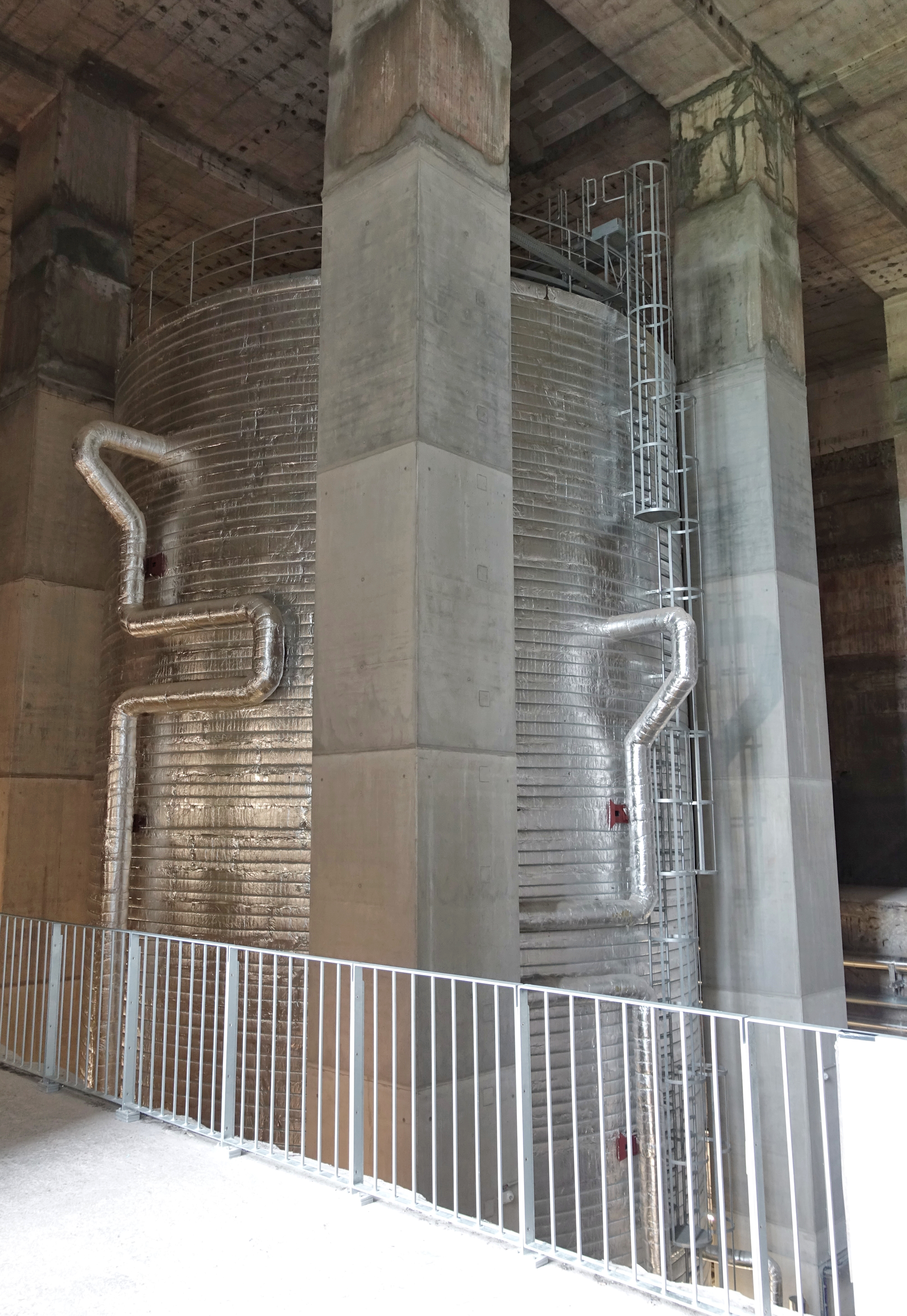
Accumulateur de chaleur

Aujourd'hui, le bunker énergétique fournit de l'électricité verte et surtout de la chaleur pour tout le quartier de Reiherstieg à Wilhelmsburg. C'est un excellent exemple de la façon dont un quartier entier peut être alimenté en énergie renouvelable. Avec ses panneaux solaires, le bâtiment est devenu un monument visible de loin. Il possède plus de 2 000 mètres carrés de capteurs et de cellules solaires qui sont installés sur le toit et sur le côté sud. Le système solaire thermique sur le toit produit de la chaleur, tandis que le système photovoltaïque du côté sud produit de l'électricité. Les écoles, les crèches et autres établissements du district de Reiherstieg bénéficient également de l'électricité verte du quartier. Ceci est rendu possible grâce à un réseau innovant de différents systèmes à l'intérieur du bunker. Le cœur de la centrale écologique locale est une unité de stockage de chaleur alimentée par une centrale thermique à blocs alimentée au biométhane, un système de chauffage au bois, la chaleur résiduelle d'une installation industrielle et un système solaire thermique.  
Le bunker énergétique produit environ 22 500 mégawattheures de chaleur et près de 3 000 mégawattheures d'électricité. Cela correspond aux besoins de chauffage d'environ 3 000 ménages et aux besoins en électricité d'environ 1 000 ménages. Il en résulte une économie de CO2 de 95 %, soit environ 6 600 tonnes de CO2 par an. En tant que centrale électrique locale, le bunker est également un exemple de politique énergétique décentralisée qui crée du travail et des revenus locaux. Le concept a reçu le prix solaire européen 2013 et a été exposé à la Biennale d'architecture de Venise.

## Services

### Café vju
Dans l'une des tours du bunker, se trouve le café <vju> à une hauteur de 30 mètres. Le restaurant possède une terrasse panoramique qui offre une superbe vue sur Hambourg, le port de Hambourg et les montagnes du Harburg.

### Exposition sur l'histoire du bunker
En collaboration avec le Geschichtswerkstatt Wilhelmsburg & Hafen (l'association de recherche historique locale du district de Wilhelmsburg et du port), une exposition impressionnante sur l'histoire du bunker et sa transformation a été réalisée. Les visiteurs sont conviés à une visite guidée à travers l'histoire du bâtiment et le développement urbain de Wilhelmsburg. L'exposition mène à travers le temps de la création du bunker durant la Seconde Guerre mondiale et la conversion en bunker énergétique par l'IBA Hamburg.